# Fabian Busch

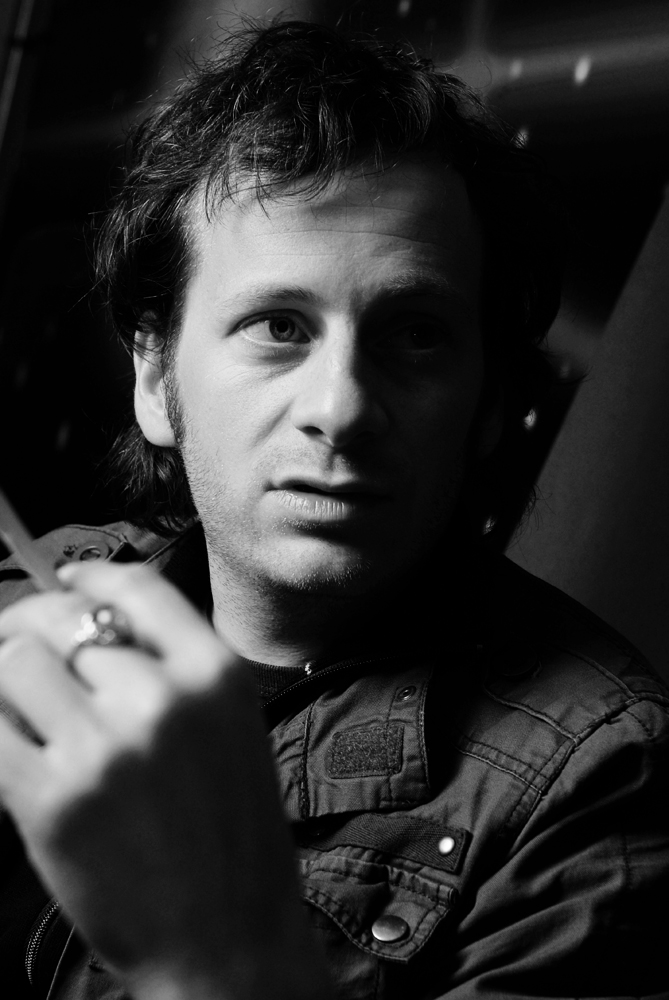
Fabian Busch, 2006

Fabian Busch (* 1. Oktober 1975 in Ost-Berlin) ist ein deutscher Schauspieler und Regisseur. Einem breiten Fernsehpublikum wurde er durch Filme wie Raus aus der Haut, 23, Einfach raus, liegen lernen und Der Untergang bekannt.

## Leben

### Frühe Jahre

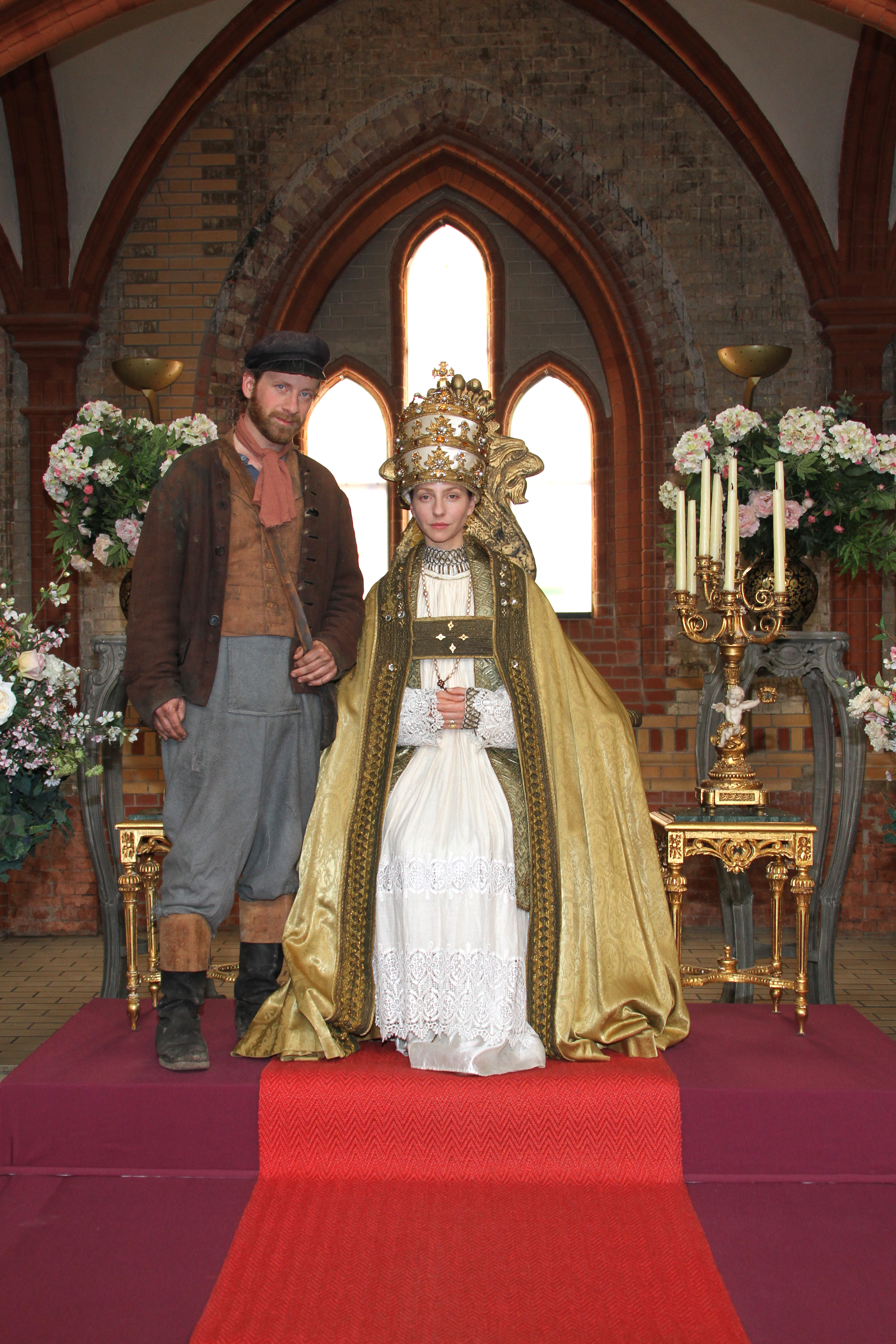
Fabian Busch in Vom Fischer und seiner Frau, 2013

Fabian Busch wurde im Bezirk Treptow geboren und wuchs in Ost-Berlin auf. Seine Eltern waren Varieté-Tänzer, sein Vater später Bühnenbildner. Seit seinem 13. Lebensjahr trat Busch als Komparse auf. Im Alter von 15 Jahren bewarb er sich bei mehreren Castings und erhielt 1993 eine erste kleine Filmrolle in Wolfgang Kohlhaases Inge, April und Mai, der rund um das Thema Pubertät und das „erste Mal“ handelt. Daraufhin wurde er von einer Agentur unter Vertrag genommen und spielte seine erste Hauptrolle in Matthias X. Obergs Unter der Milchstraße, der auf dem Filmfestival Max Ophüls Preis 1995 den Preis des saarländischen Ministerpräsidenten gewann.

### Karriere in Film und Fernsehen
Andreas Dresen besetzte ihn 1997 neben Susanne Bormann als Schüler Marcus für seinen Jugendfilm Raus aus der Haut. 1998 war er in Hans-Christian Schmids 23 – Nichts ist so wie es scheint als computeraffiner Schüler David neben August Diehl in den Hauptrollen besetzt. 1999 war Busch als 21-jähriger Andreas Hallbrandt in Peter Vogels Filmdrama Einfach raus als Filmsohn von Renate Krößner und Bernd Stegemann zu sehen. Im Jahr 2000 erhielt er für seine Darstellung des Felix in dem Fernsehfilm Zehn wahnsinnige Tage von Christian Wagner eine Nominierung für den Deutschen Fernsehpreis als bester Schauspieler. In Hendrik Handloegtens Literaturverfilmung liegen lernen war er 2003 erneut an der Seite Bormanns als Oberstufenschüler Helmut in der Hauptrolle zu sehen. 2004 übernahm er in dem historischen Kinofilm Der Untergang die fiktive Rolle des SS-Obersturmbannführers Gert Stehr. 2008 spielte er in dem deutsch-US-amerikanischen Kinofilm Der Vorleser in einer Nebenrolle als Gerichtsverteidiger.
2010 gab Busch sein Debüt als Regisseur. Er drehte den Kurzfilm Edgar über einen verwitweten Rentner und Kaufhausdieb auf der Suche nach Arbeit und Anerkennung. 2013 spielte Busch in dem Märchenfilm Vom Fischer und seiner Frau von Christian Theede an der Seite von Katharina Schüttler die männliche Titelrolle des Fischers Hein. 2015 übernahm er in Er ist wieder da, einer Satire über Adolf Hitler, neben Oliver Masucci die Rolle des Fabian Sawatzki, den freien Mitarbeiter des fiktiven Senders MyTV.
Fabian Busch ist Mitglied der Deutschen Filmakademie.

### Privates
Fabian Busch ist verheiratet und Vater von drei Kindern. Er lebt gemeinsam mit seiner Familie in Berlin-Friedrichshain.

## Filmografie

### Kinofilme
- 1993: Inge, April und Mai
- 1995: Unter der Milchstraße
- 1997: Dumm gelaufen
- 1998: 23 – Nichts ist so wie es scheint
- 2000: England!
- 2000: Kalt ist der Abendhauch
- 2000: Dogma 2000 – Unter Freunden
- 2003: Ein Schiff wird kommen
- 2003: liegen lernen
- 2003: Vakuum
- 2004: Farland
- 2004: Der Untergang
- 2004: SommerHundeSöhne
- 2007: Video Kings
- 2008: Die Tränen meiner Mutter
- 2008: Finnischer Tango
- 2008: Warten auf Angelina
- 2008: Der Vorleser (The Reader)
- 2011: Gegengerade – 20359 St. Pauli
- 2012: Abseitsfalle
- 2014: Quatsch und die Nasenbärbande
- 2015: Er ist wieder da
- 2015: Vorstadtrocker
- 2016: Sex & Crime
- 2019: Cleo

### Fernsehfilme
- 1994: Deutschlandlied (Dreiteiler)
- 1996: Kinder ohne Gnade
- 1997: Raus aus der Haut
- 1997: Leben in Angst
- 1998: Mein Kind muß leben
- 1998: Silberdisteln
- 1999: Einfach raus
- 2000: Zehn wahnsinnige Tage
- 2000: Deutschlandspiel
- 2000: 1000 Meilen für die Liebe
- 2002: Ich hab es nicht gewollt – Anatomie eines Mordfalls
- 2002: Weihnachten
- 2005: Die letzte Schlacht
- 2006: Denk ich an Deutschland in der Nacht… Das Leben des Heinrich Heine
- 2008: Die Jagd nach dem Schatz der Nibelungen
- 2008: Der Heckenschütze
- 2008: Sklaven und Herren
- 2010: Die Jagd nach der Heiligen Lanze
- 2011: Bermuda-Dreieck Nordsee
- 2012: Die Jagd nach dem Bernsteinzimmer
- 2013: Blutgeld
- 2013: Vom Fischer und seiner Frau
- 2013: Der zweite Mann
- 2014: Ein blinder Held – Die Liebe des Otto Weidt
- 2016: Der Hodscha und die Piepenkötter
- 2016: Ein gefährliches Angebot
- 2016: Sanft schläft der Tod
- 2017: Aufbruch ins Ungewisse
- 2018: Ausgerechnet Sylt
- 2019: Der Koch ist tot
- 2019: Der Sommer nach dem Abitur
- 2020: Spurlos in Marseille
- 2020: @Kalinka08 – Melde dich bitte
- 2022: Die Wannseekonferenz
- 2022: Der Spalter

### Fernsehserien und -reihen
- 1995: Frankie (5 Folgen)
- 1996: Girl friends – Freundschaft mit Herz (5 Folgen)
- 1998–2006: Siska (verschiedene Rollen, 3 Folgen)
- 1998: Sperling und das schlafende Mädchen
- 1999–2014: Der Alte (verschiedene Rollen, 3 Folgen)
- 1999: Klemperer – Ein Leben in Deutschland (4 Folgen)
- 2000: Tatort: Quartett in Leipzig
- 2000: Schimanski: Tödliche Liebe
- 2005: Berlin, Berlin (Folge Das Hochzeitskleid)
- 2007: Tatort: Der Tote vom Straßenrand
- 2007: Kommissarin Lucas – German Angst
- 2008: SOKO Kitzbühel (Folge Mordkomplott)
- 2010: KDD – Kriminaldauerdienst (Folge Sicherheit)
- 2010: Tatort: Der Schrei
- 2011: Der Kriminalist (Folge Grüße von Johnny Silver)
- 2012: Letzte Spur Berlin (Folge Erlebensfall)
- 2012: Tatort: Ordnung im Lot
- 2014: SOKO Köln (Folge Der Anwalt und der Kommissar)
- 2014: Tatort: Vielleicht
- 2014: Polizeiruf 110: Käfer und Prinzessin
- 2014: Spreewaldkrimi: Die Tote im Weiher
- 2015, 2018: Der Lack ist ab (3 Folgen)
- 2017: Fargo (Folge The Law of Vacant Places)
- 2017: Der Traum von der Neuen Welt (4 Folgen)
- 2017: Eine kleine Lüge (4 Folgen)
- 2018: Tatort: Meta
- 2019: Dead End (6 Folgen)
- 2020: Ein starkes Team: Abgetaucht
- 2020: Tatort: Rebland
- 2021: Der Zürich-Krimi: Borchert und der Mord im Taxi
- 2022: Erzgebirgskrimi – Verhängnisvolle Recherche
- 2023: Drift: Partners in Crime (10 Folgen)
- 2023: Der Greif (3 Folgen)

## Hörspiele
- 2012: Und dann von Wolfram Höll, Regie: Cordula Dickmeiß (Hörspiel – DKultur)
- 2012: Der Buddhist und ich von Mariana Leky, Regie: Petra Feldhoff (Hörspiel – WDR)[4]
- 2014: Liebe unter Fischen von René Freund, Regie: Beatrix Ackers (Hörspiel – NDR)
- 2018: Das Hörspiel zu Babylon Berlin: Der nasse Fisch nach dem Roman von Volker Kutscher (Hörspiel – WDR/Radio Bremen/rbb)[5]
- 2020: Das Hörspiel zu Babylon Berlin: Der stumme Tod nach dem Roman von Volker Kutscher (Hörspiel – WDR/Radio Bremen/rbb)[5]
- 2021: Golgatha von Robert Weber (Hörspielserie – WDR)[6]
- 2022: Das Hörspiel zu Babylon Berlin: Goldstein nach dem Roman von Volker Kutscher (Hörspiel – WDR/Radio Bremen/rbb)[5]
- 2023: Slughunters – Jagd auf die Jäger von Bodo Traber (Hörspielserie – WDR)[7]